# Вестџет
Вестџет (енгл. WestJet) је канадска нискотарифна авио-компанија из Калгарија, Алберта. Основана је 1996, а њен директор је Клајв Џ. Бедо (енгл. Clive J. Beddoe).